# Signalverarbeitung
Unter dem Begriff Signalverarbeitung sind alle Bearbeitungsschritte zusammengefasst, die das Ziel haben, Informationen aus einem (empfangenen bzw. gemessenen) Signal zu extrahieren oder Informationen für die Übertragung von einer Informationsquelle zu einem Informationsverbraucher vorzubereiten. Wichtige Ziele der Signalverarbeitung sind die Gewinnung von Informationen über das Verhalten von Prozessen, die Reduktion von Daten sowie die Vorbereitung zur Visualisierung.

## Definition Signal
Ein Signal ist eine Funktion {\displaystyle x(t)}, wobei diese Funktion entweder
- deterministisch (man spricht dann von einem deterministischen Signal) oder
- ein Pfad {\displaystyle (x_{t})_{t\in T}} ist (eine Realisierung eines stochastischen Prozesses {\displaystyle (X_{t})_{t\in T}}).

## Digitale und analoge Signalverarbeitung
Es wird zwischen digitaler und analoger Signalverarbeitung unterschieden. Dabei gewinnt die digitale Signalverarbeitung aufgrund von folgenden Vorteilen immer mehr an Bedeutung:
- Die Ergebnisse digitaler Signalverarbeitung sind reproduzierbar, Bauelementetoleranzen etwa durch Temperaturschwankungen oder Alterungsvorgänge haben geringeren Einfluss.
- Die gewünschten Verarbeitungsschritte lassen sich mit digitaler Verarbeitung oft einfacher realisieren (z. B. durch Programmierung von Mikrocontrollern).
- Digitale Signalverarbeitung lässt die Speicherung und einfache Weiterverarbeitung (Übermittlung an andere Systeme, z. B. Steuerungen) zu.
- Digitale Signalverarbeitung ermöglicht die Erzielung eines günstigen Signal-Rausch-Verhältnisses S/N für die zu verarbeitenden Abtastwerte in Abhängigkeit von der gewählten bzw. verfügbaren Bit-Breite auf DSPs, FPGAs, Mikrocontrollern oder Signalverarbeitungssoftware.

Nachteile der digitalen Signalverarbeitung:
- Es sind Analog-Digital-Umsetzer (ADUs) oder/und auch Digital-Analog-Umsetzer (DAUs) mit einer gewissen Abtastrate (Einfluss auf die maximal abtastbare Frequenz; siehe Nyquist-Shannon-Abtasttheorem) und einer gewissen Messgenauigkeit (Einfluss auf die Quantisierungsabweichung) notwendig.
- In manchen Fällen ist die doppelte Umsetzung (analog→digital und später wieder digital→analog) mit den oben genannten Einschränkungen bzw. Fehlerquellen notwendig.
- Die Implementierung einiger Verarbeitungsschritte und auch die Abarbeitung von Verarbeitungsschritten können teilweise sehr zeitaufwändig sein. Zeitbeschränkungen während der Abarbeitung der Verarbeitungsschritte können Näherungsverfahren notwendig machen.

Grundsätzlich kann zwischen eindimensionaler (z. B. Audiosignale, seismische Signale), zweidimensionaler (z. B. Bilder) und dreidimensionaler (z. B. bewegte Bilder, Video) Signalverarbeitung unterschieden werden.